# Oumarou Mefiro
Oumarou Mefiro, né en 1957 et mort le 17 août 2021 à Yaoundé, est un professeur d’université et politique camerounais. Il est Ministre délégué auprès du Ministre des Transports de 2011 à 2019. 

## Biographie

### Enfance et débuts
Oumarou Mefiro est né en 1957 au Cameroun. Il est originaire du département du Noun dans la région de l’Ouest Cameroun. Il est titulaire d’un doctorat en Sciences politiques, option économie des transports, obtenu en 1989 à l’université Aix-Marseille 2. Il est également diplômé de l'Institut de formation de la Banque mondiale (PPP/Transports).

### Carrière
Oumarou Mefiro est enseignant chargé de cours puis maitre de conférences à la faculté des sciences économiques et de gestion de l’université de Yaounde II . Entre 2007 et 2011, il est Secrétaire d’État aux Transports. Le 9 décembre 2011, il est nommé Ministre délégué auprès du Ministre des Transports. Il occupe la fonction pendant 8 ans jusqu’à sa sortie du gouvernement en 2019.
En 2016, il est nommé Président du conseil d’administration de la compagnie nationale aérienne Camair-Co.  Le 27 avril 2017, il est destitué de son poste de président du Conseil et remplacé par Louis Georges Njipendi Kouotou,.

## Ouvrage
En 2012, il sort le livre Transports, espace et logistique, publié aux éditions L’Harmattan (Cameroun), préfacé par Touna Mama